# Colégio Humboldt

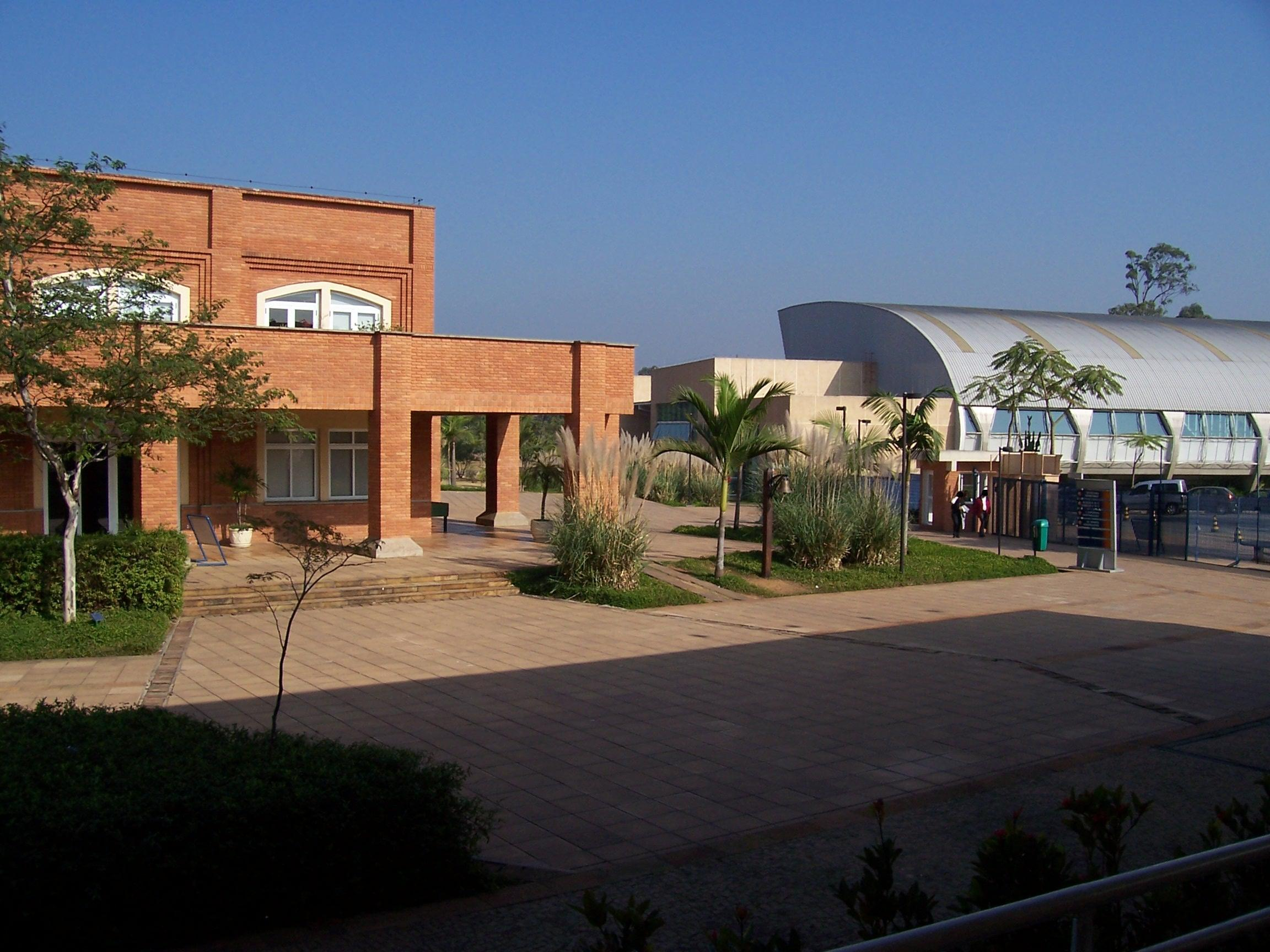
Uma foto do Colégio Humboldt.

O Colégio Humboldt é uma tradicional escola bilingüe  localizada no bairro de Interlagos, na cidade de São Paulo, Brasil, fundada por imigrantes de origem alemã.
A escola recebe vários descendentes de alemães. Propõe um currículo com aulas ministradas em alemão para os alunos que falam o alemão fluentemente ou que vêm diretamente da Alemanha, e também o currículo brasileiro que inclui aulas de inglês, francês e espanhol, além do alemão que é a matéria que recebe mais destaque no local. Tem cerca de 1262 alunos. Seu nome é uma homenagem ao explorador e naturalista alemão Alexander von Humboldt. É mantido pela Sociedade Escolar Barão do Rio Branco.

## História

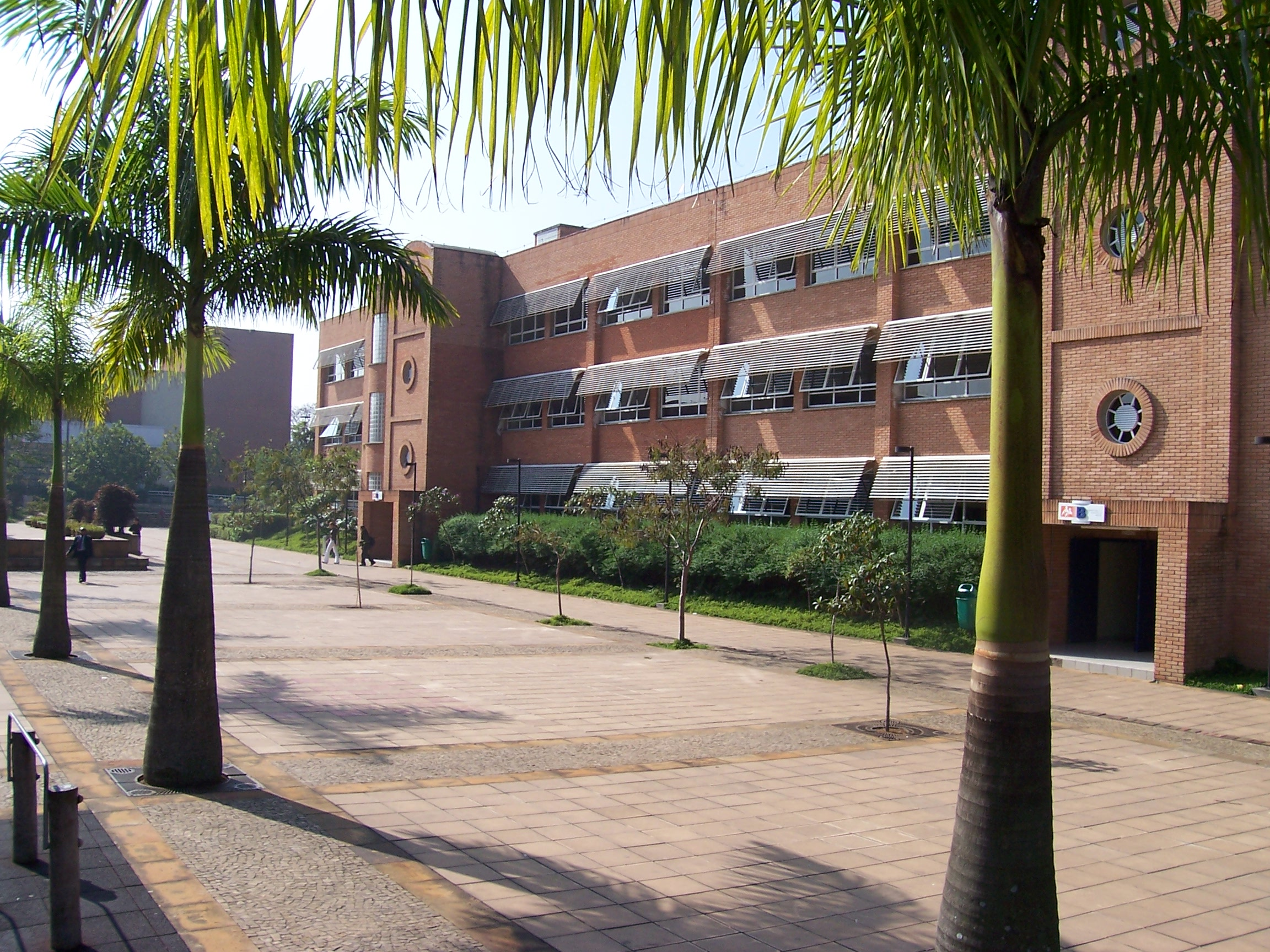
Prédios do Colégio Humboldt

### Fundação
O encontro de um grupo de alemães, em 1916, na Padaria Lindau, no Largo 13 de Maio, deu início à ideia de fundar uma sociedade escolar alemã. Queriam oferecer uma escola aos seus filhos na qual pudessem aprender a ler e escrever em alemão, recebendo uma educação dentro dos moldes da Alemanha. Ainda no mesmo dia, designou-se uma diretoria provisória da sociedade.
A escola desenvolveu-se rapidamente e logo contava com 41 alunos. As aulas iniciaram-se em 1 de maio de 1916. Com a Primeira Guerra Mundial, em 1917, o Colégio foi fechado, sendo reaberto quatro anos depois, em 1921, reiniciando com 15 alunos. Em 1927, o número de alunos havia subido para 60.
Devido ao número crescente de alunos, em 1927 Heinrich Grassmann doou à sociedade um terreno situado na Ladeira da Matriz, nº 204, financiando a construção do primeiro prédio em terreno próprio. No ano seguinte, o terreno adjacente foi adquirido, resultando em uma área total de 1.700 m². Em 1931 a escola contava com exatamente 100 alunos, em oito séries diferentes. A escola tornou-se o centro de todas as atividades culturais da colônia alemã do bairro de Santo Amaro.[carece de fontes?]

### Fechamento
Com a participação do Brasil na Segunda Guerra Mundial, em 1942, as portas da escola foram fechadas novamente e todo o patrimônio foi confiscado pelo governo. Ao final da guerra, a Sociedade Escolar Alemã praticamente não existia mais. Suas propriedades estavam sob a guarda de uma curadora, a antiga professora de português, D. Carlota. O terreno e os prédios serviram para os mais diversos fins, seja formação de recrutas das Forças Armadas, seja para cursos de corte e costura para meninas. Uma luta jurídica de mais de dez anos foi iniciada após o término da guerra, em 1945.
Em 1955, os bens foram devolvidos à Sociedade Escolar Barão do Rio Branco, embora em péssimo estado. Depois de uma grande reforma, as atividades escolares se reiniciaram em 1957. Em 1958, iniciou-se o 5º ano e a Escola contava com 150 alunos. Sem nenhuma ajuda de terceiros, a pequena escola foi crescendo com o apoio dos pais que tinham interesse na educação de seus filhos. Em 1959, o Colégio contava com 210 alunos, 7 salas e 11 professores. Nesse ano, a escola conseguiu autorização do governo para acrescentar, ao Ensino Primário e Curso de Admissão, o Ensino Ginasial. A "Escola Barão do Rio Branco" passou a se chamar Ginásio Humboldt, em homenagem aos irmãos Alexander (cientista) e Wilhelm (humanista) von Humboldt. Com a introdução do Ensino Médio, em 1966, passou a se chamar Colégio Humboldt.

### Expansão
Em 1970, o Humboldt possuía 529 alunos. Seu contingente de professores era de 49. Depois de alguns anos, o número de alunos aumentou para 956 e o contingente de professores cresceu para 71.

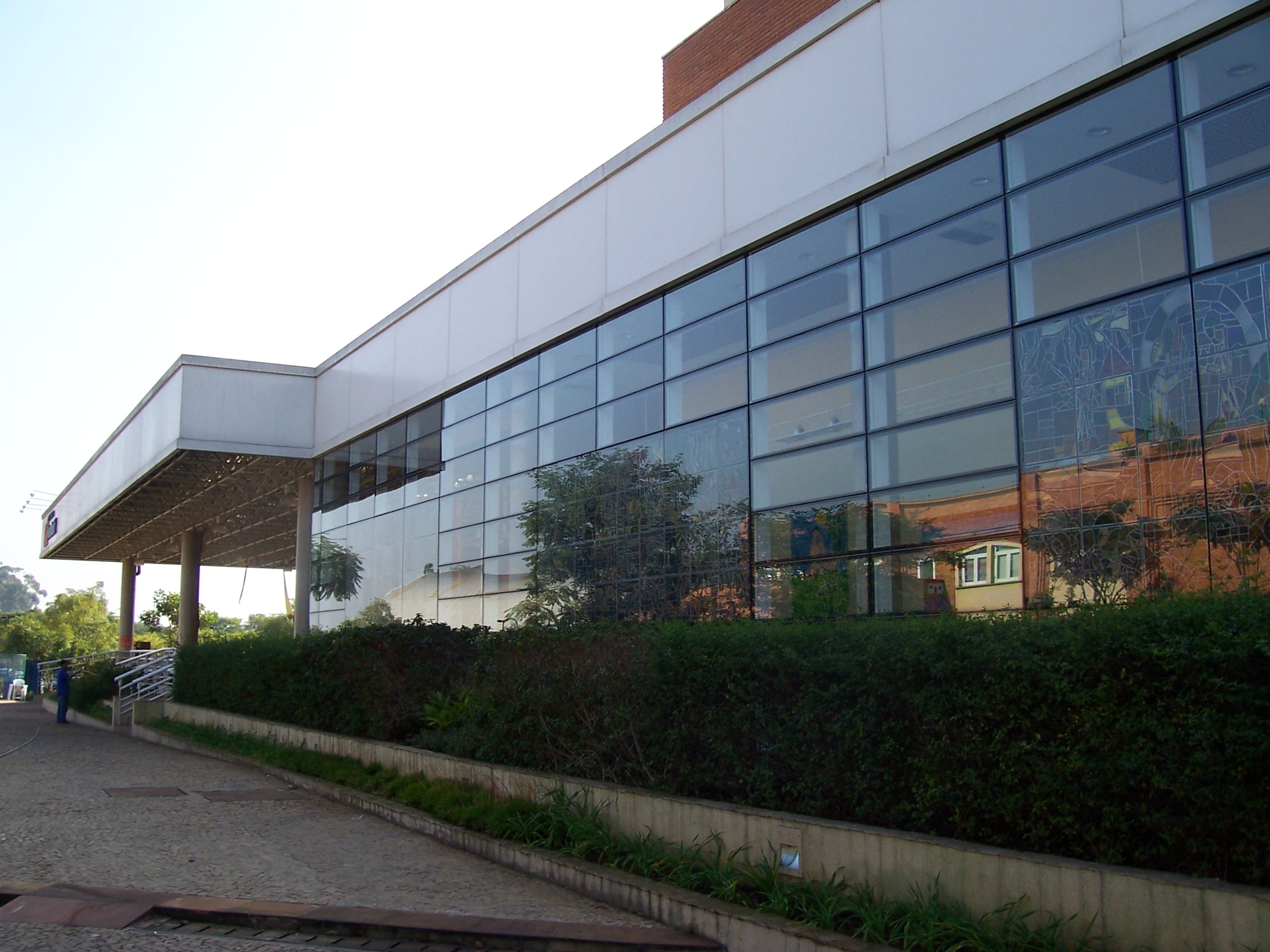
Atual teatro do Colégio Humboldt

Com a arrecadação de doações, o terreno do Humboldt cresceu para 9 504 m² e a área  ocupada por construções cresceu para 2 597m². O Humboldt começou a receber ajuda financeira do governo da Alemanha.
Em 1979, o Humboldt criou classes comerciais e em 1982, foi instalado o curso IFPA, um curso profissionalizante atualmente chamado de Formação Profissional Dual.

### Sede atual
A nova sede do colégio foi construída em 1998 em Veleiros (Socorro), na avenida Engenheiro Alberto Kuhlmann com a ajuda financeira do governo da Alemanha. Esse é o endereço atual do Colégio Humboldt. No ano de 2001, foi construído um teatro de grandes proporções no terreno da escola.

## Galeria

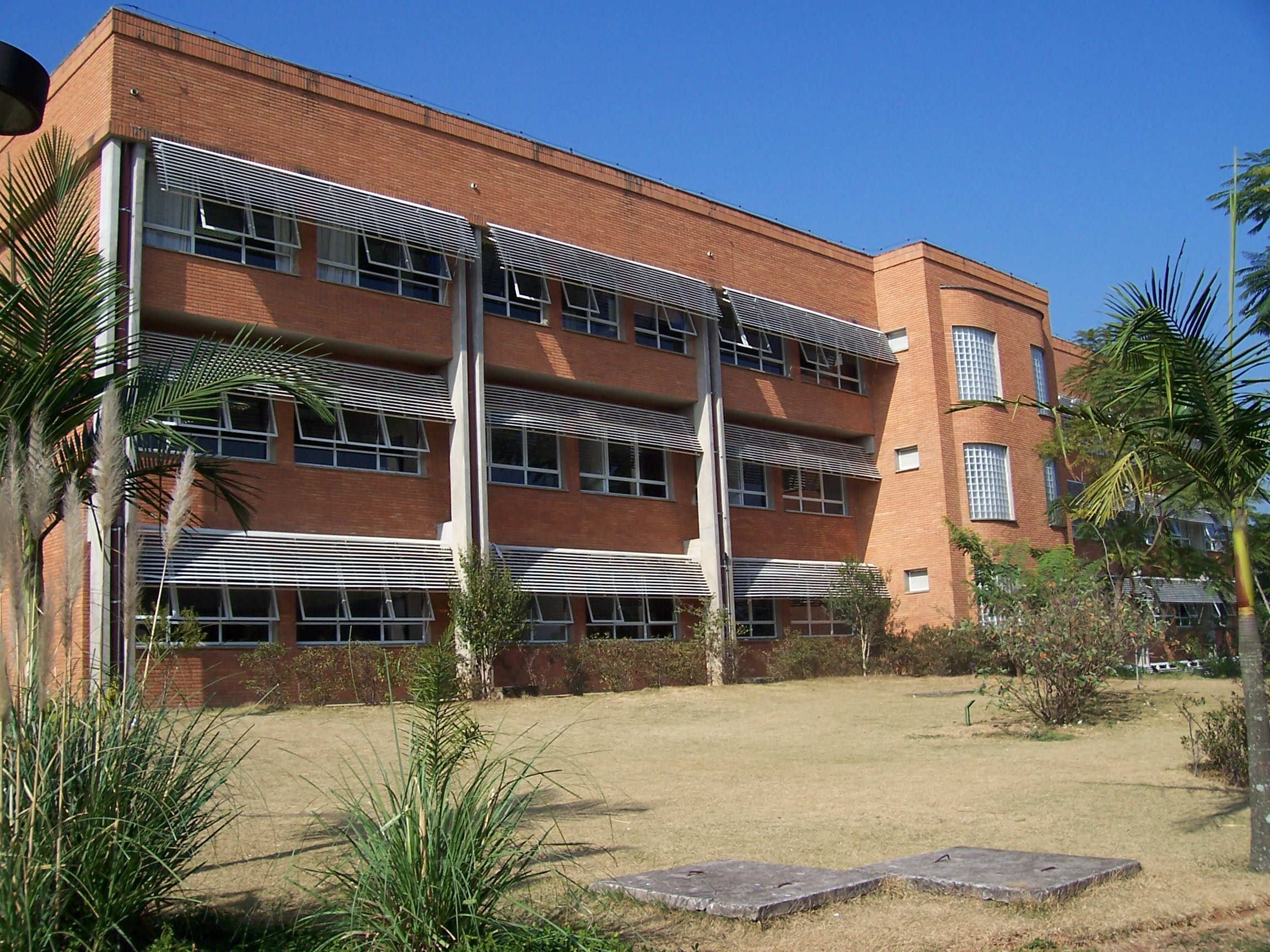
Prédios do Ensino Médio no Humboldt.
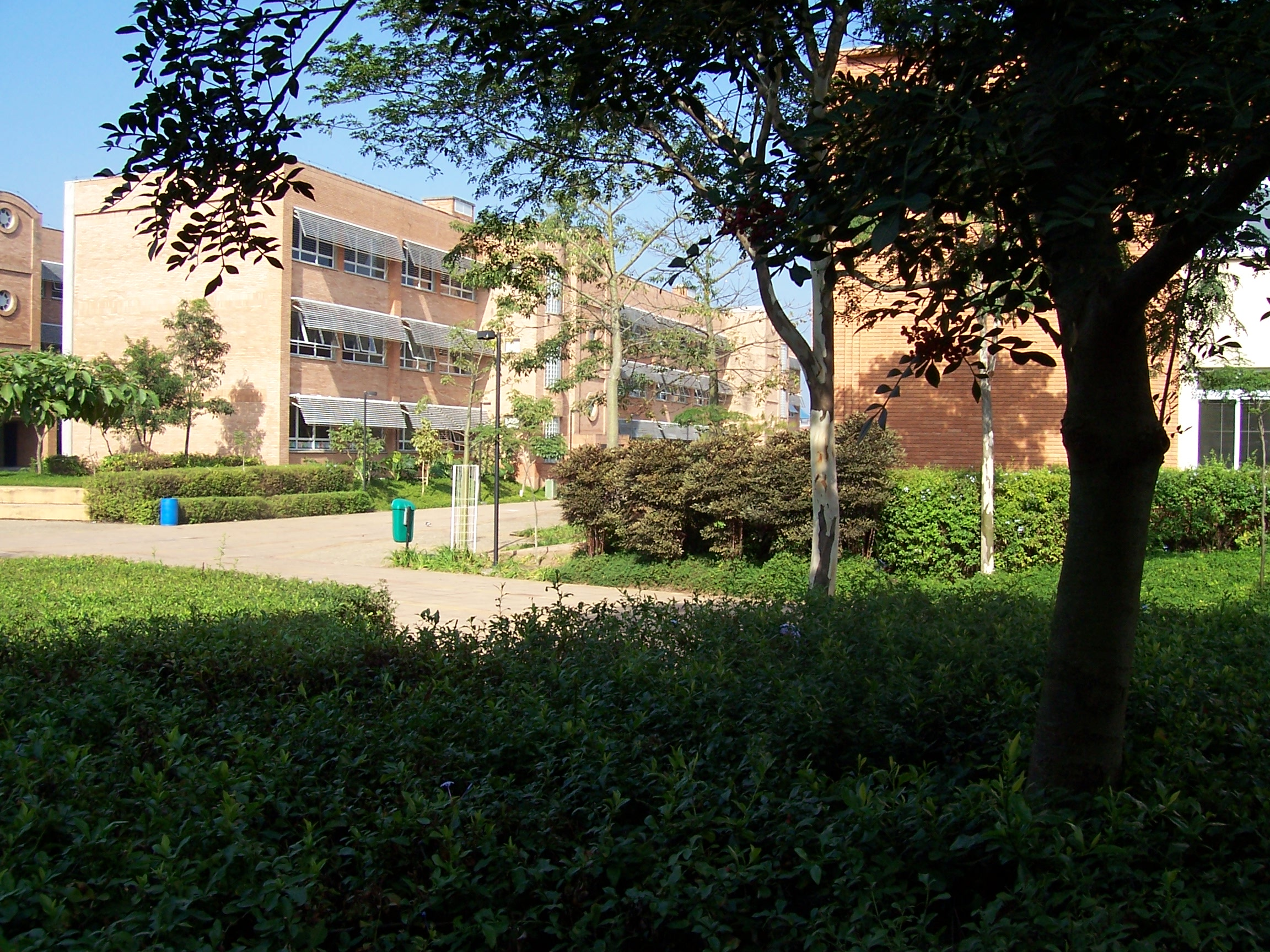
Prédios do Ensino Fundamental.
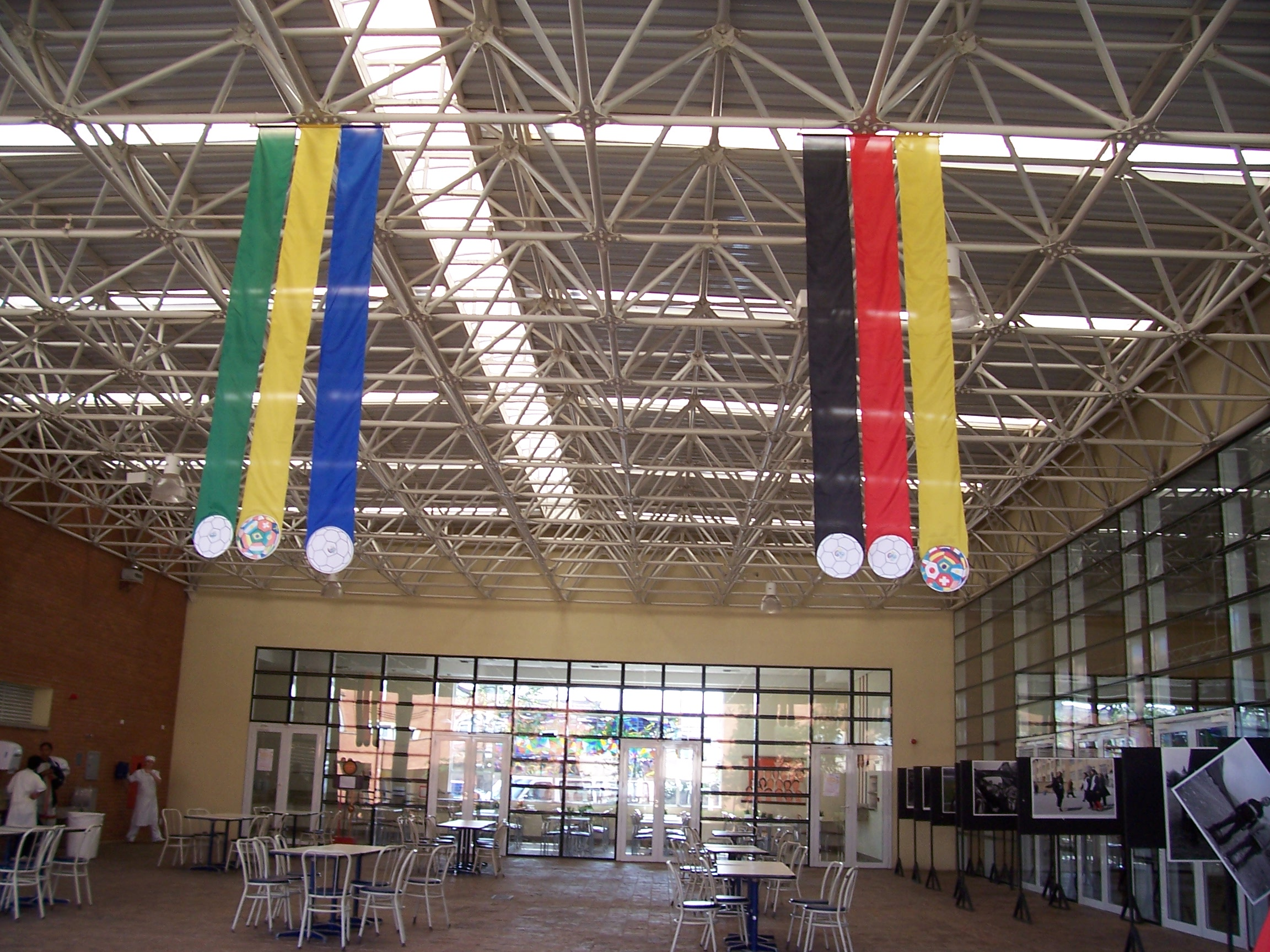
Cores da bandeira da Alemanha ao lado das cores da bandeira do Brasil.
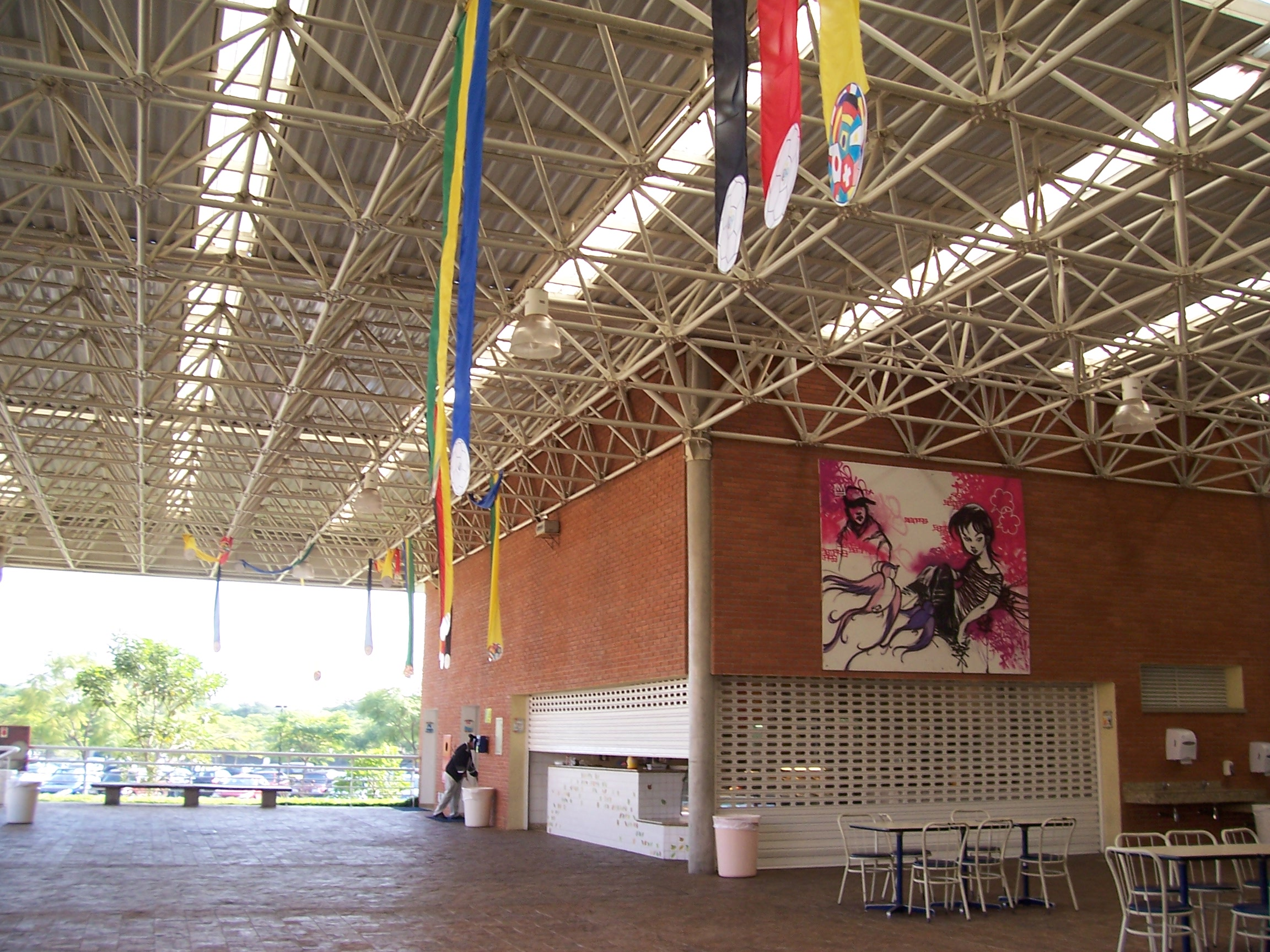
Refeitório.